# 克盧德火山
克盧德火山是印度尼西亞爪哇島的火山，位於東爪哇省的環太平洋火山帶上，自公元1000年有超過30次火山爆發。

## 1919年爆發
1919年5月19日，克盧德火山爆發造成約5,000人死亡，其中大部分人的原因是火山泥流。1951年、1966年和1990年的爆發造成250人死亡。

## 1966年爆發
1966年爆發後，火山的西南部興建隧道抽走火山湖水，避免發生火山泥流。

## 2014年爆發
2014年2月14日（當地時間週四晚10時50分）開始連續噴發5次，長達90分鐘，噴出大量岩漿，數百萬立方公尺的火山灰沖上半空，就連中爪哇省帕蒂縣也能感受火山噴發時的震動。爆發的巨響傳至200公里外，距離火山130公里外的印尼第二大城市泗水市，甚至更遠的日惹市都可聽到如同爆炸的巨響。火山灰厚達2.5公分，部份地區的火山灰更厚達5公分。方圓10公里範圍的約20萬名災民被疏散。最終造成三人死亡，均是因房子無法負荷火山灰重量倒塌造成。爆發導致當地及附近七個機場需要關閉。被迫關閉的機場在2月15日重新開放。

## 延伸閱讀
- Brand, E.W. (1984) "Landslides in Southeast Asia: A State-of-the-Art Report." In IV International Symposium on Landslides = IV Symposium international sur les glissements de terrains. Toronto: Canadian Geotechnical Society, 1984. OCLC 77114072 （页面存档备份，存于）.
- Van Bemmelen, R.W. The Geology of Indonesia. Vol. 1A: General Geology of Indonesia and Adjacent Archipelagoes. 2nd ed. The Hague: Martinus Nijhoff, 1987. ISBN 9024711711.
- Zen, M.T., and Hadikusumo, Djajadi. "The Future Danger of Mt. Kelut." Bulletin of Volcanology. 28:1 (December 1965).

## 外部連結
- Kelud crater lake （页面存档备份，存于）